# Kurwai
Kurwai é uma cidade e uma nagar panchayat no distrito de Vidisha, no estado indiano de Madhya Pradesh.

## Demografia
Segundo o censo de 2001, Kurwai tinha uma população de 13 737 habitantes. Os indivíduos do sexo masculino constituem 52% da população e os do sexo feminino 48%. Kurwai tem uma taxa de literacia de 61%, superior à média nacional de 59,5%: a literacia no sexo masculino é de 69% e no sexo feminino é de 53%. Em Kurwai, 18% da população está abaixo dos 6 anos de idade.